# Lindå (vandløb)
 For alternative betydninger, se Lindå (flertydig). (Se også artikler, som begynder med Lindå)
Lindå (dansk) eller Lindau (tysk) er et vandløb i Børne Sogn (Slis Herred) det sydlige Angel i Sydslesvig i den nordtyske delstat Slesvig-Holsten. Åen udspringer sydøst for Dollerødmark og baner sig over 8,5 km frem i bugtet løb mod Lindå, hvor den munder ud i Lindå Nor og Slien. Dens ovre del frem til Ulvekule (Uhlekuhl) er rørlagt. Åen har tilløb af Gyderød Å.
Forleddet er træbetegnelsen lind. Åen af samme navn findes i Nørre Haksted Sogn (Vis Herred) og Hjoldelund Sogn (Nørre Gøs Herred), se Lindved.